# Gisela Voss
Gisela Voss / Voß  (gift Jahn), född 23 juli 1917 i Vehlow, Gumtow Landkreis Prignitz förbundsland Brandenburg; död 25 oktober 2005 i Langen, Landkreis Offenbach, Hessen; var en tysk friidrottare med hoppgrenar som huvudgren. Voss var en pionjär inom damidrott. Hon blev bronsmedaljör vid EM i friidrott 1938 (det första EM där damtävlingar var tillåtna även om herrtävlingen hölls separat).

## Biografi
Gisela Voss föddes 1917 i orten Vehlow i nordöstra Tyskland. Efter att hon börjat med friidrott tävlade hon i kortdistanslöpning och längdhopp. Hon gick med i idrottsföreningen "Berliner Turnerschaft" (grundad 1863) i Berlin. Senare tävlade hon för "Sportgruppe Eichkamp" (idag "SC Charlottenburg") i Berlin.
1938 deltog hon vid EM 17 september–18 september på Praterstadion i Wien, under tävlingarna tog hon bronsmedalj i längdhopp med 5,47 meter.
Åren 1938–1942 låg hon på topp 8 listan bland världens längdhoppare.
1939 blev Voss tysk silvermästare i längdhopp med 5,68 meter vid tävlingar på Olympiastadion 8–9 juli i Berlin. 1948 blev hon tysk mästare i längdhopp med 5,60 meter vid tävlingar på Städtisches Stadion 14–15 augusti i Nürnberg.
Voss gifte sig kring 1940 och drog sig senare tillbaka från tävlingslivet.
Gisela Voss dog 2005 i Langen.